# Friedhofsweg ohne Nummer (Lang-Göns)

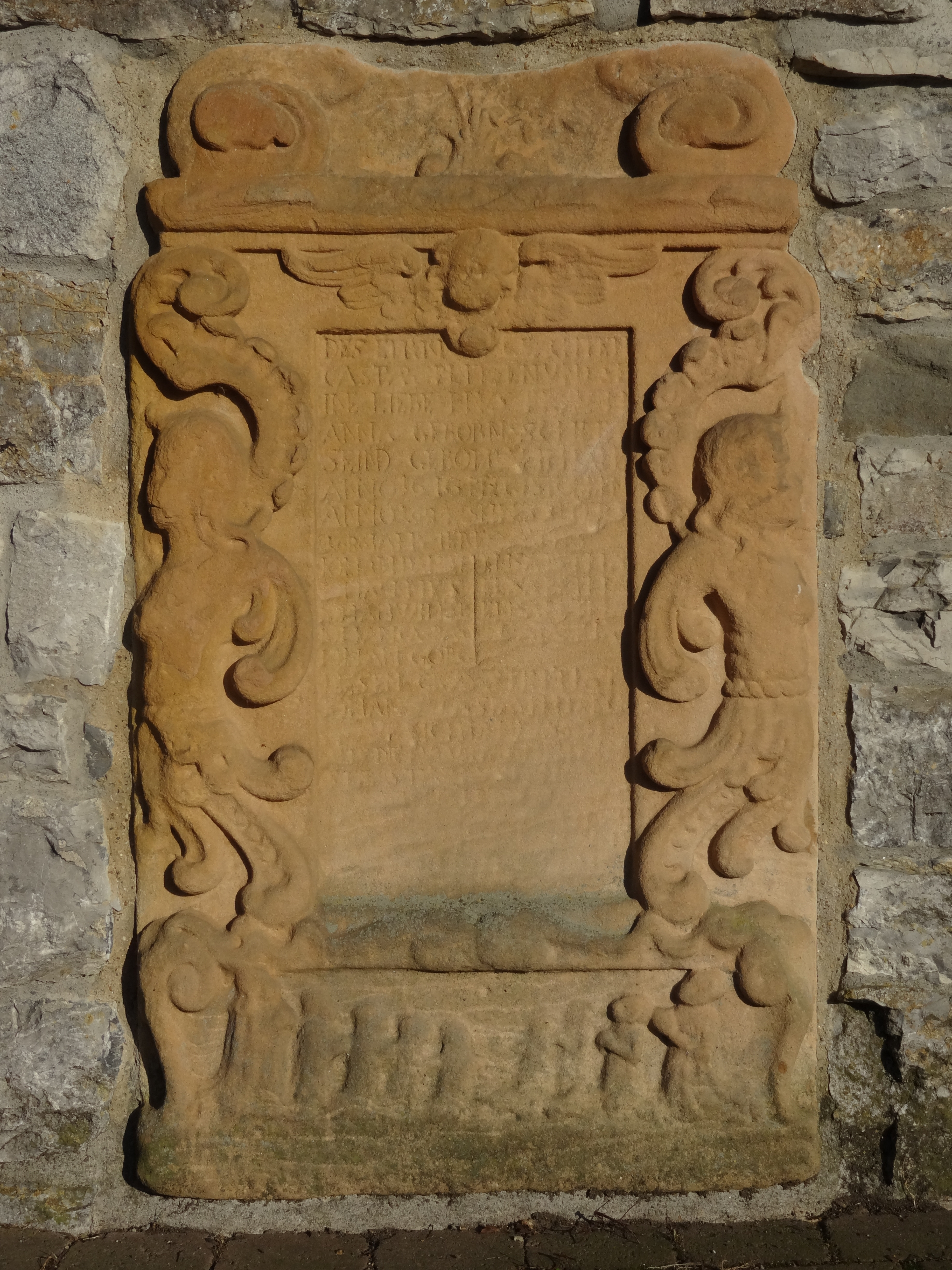
Grabstein der Anna Plitsch
geb. 1616 gest. 1686

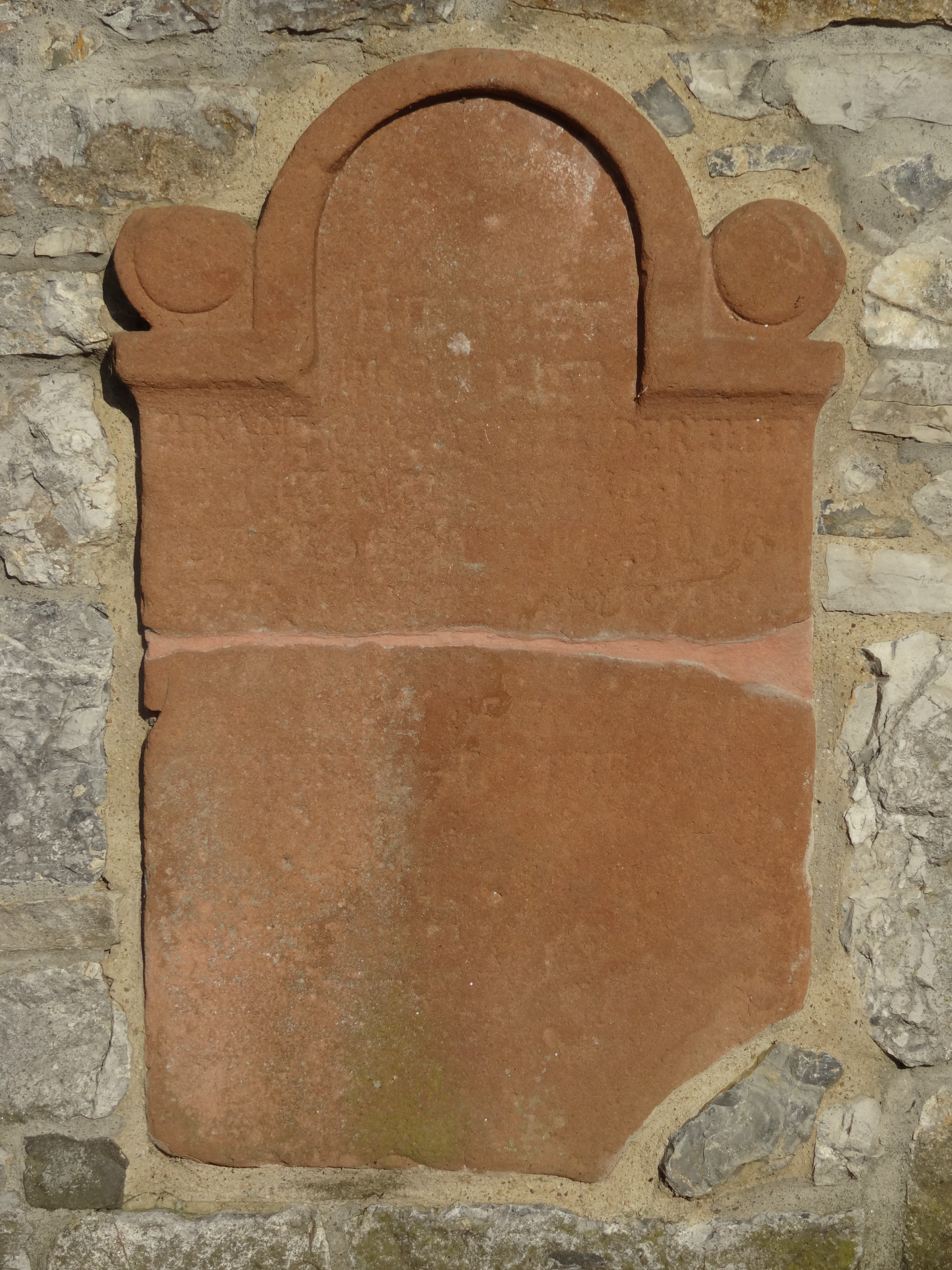
Grabstein des Johannes Will
geb. 1639 gest. 1709

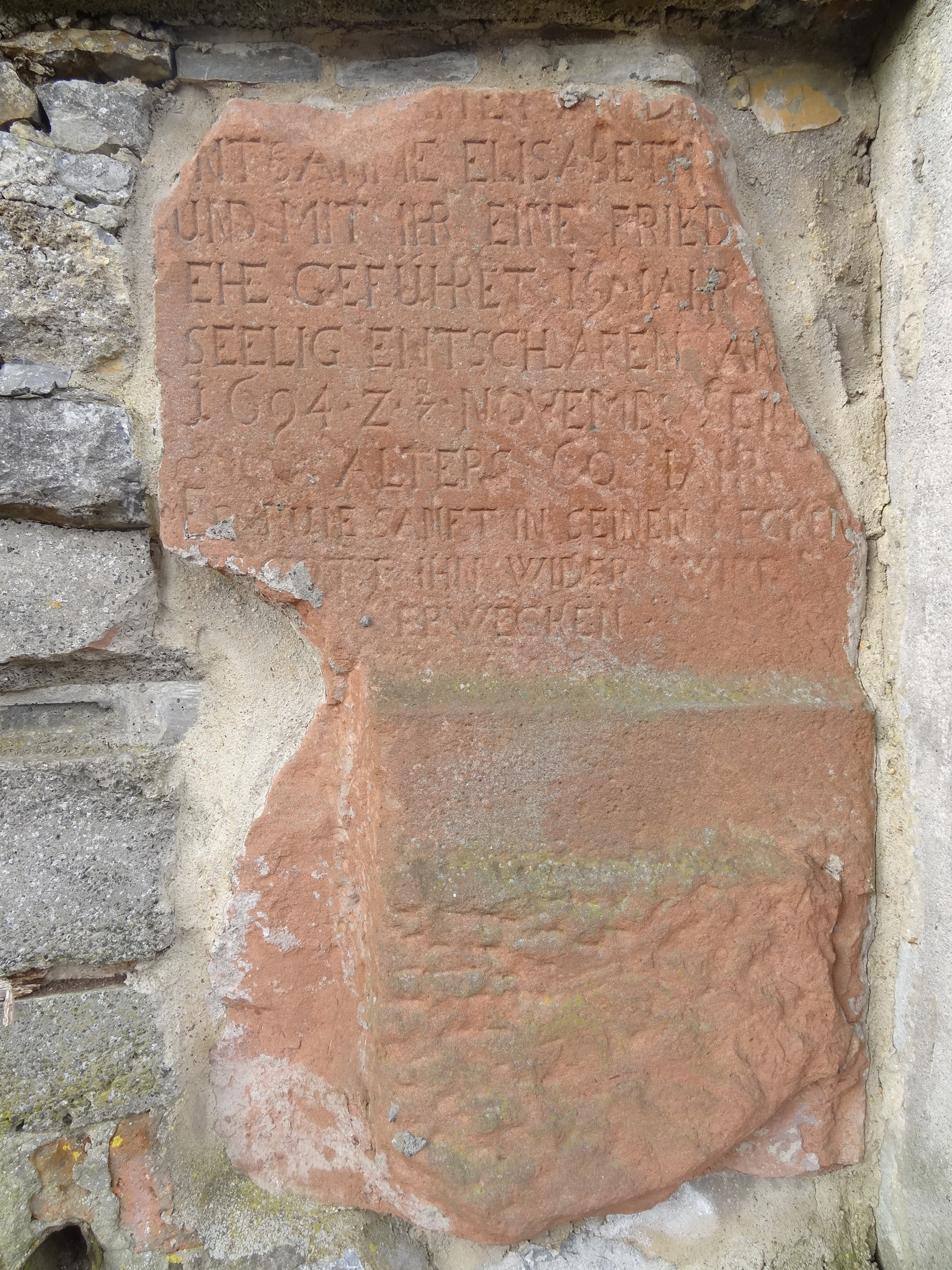
Fragment, 1696

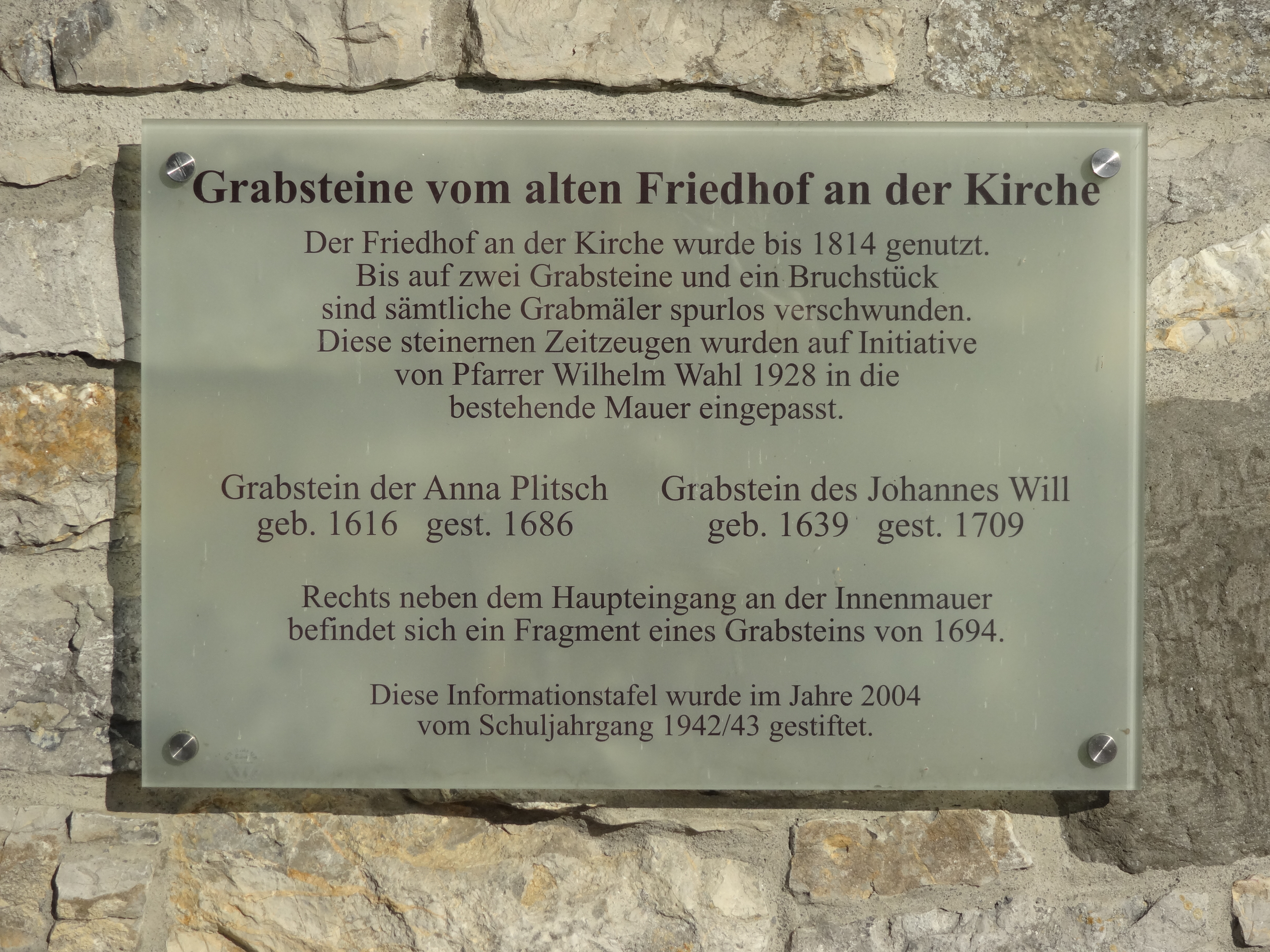
Hinweistafel

Im Friedhofsweg ohne Nummer in Lang-Göns, einem Ortsteil der Gemeinde Langgöns im Landkreis Gießen in Hessen, sind zwei Grabsteine von 1686 und 1709 sowie ein Bruchstück eines Grabsteins von 1696 in die Friedhofsmauer eingelassen. Die drei Steine sind aus geschichtlichen Gründen ein hessisches Kulturdenkmal.
Der ursprüngliche Friedhof in Lang-Göns befand sich im Kirchhof rund um die Jakobuskirche. In einem Bericht von 1680 ist zu lesen „der kirchhoff ist mit einer mauer umbgeben, hat mit niemands streitt, und helt die gemeind die mauer allein im bau“. Nach der Völkerschlacht bei Leipzig im Oktober 1813 brachten russische Kosaken, die den fliehenden Franzosen nachsetzten, den Typhus nach Lang-Göns. Starben 1808 noch 30 Erwachsene und 11 Kinder im Ort, stieg die Zahl der Verstorbenen durch die Seuche 1813 auf 42 Erwachsene sowie drei Kinder und 1814 auf 92 Erwachsene. Der verfügbare Platz im Friedhof war bis 1814 erschöpft, so dass man in der nahen Frühgasse einen neuen Begräbnisplatz anlegte. 1864 verschwanden mit der Einebnung der letzten Gräber auch die Grabsteine. In den 1920ern fanden sich drei der Grabsteine wieder. Einer der Steine (Johannes Will) diente in der Gartenhütte des Pfarrgartens in zwei Teile geschlagen als Treppe. Ein weiterer, kunstvoll gearbeiteter, Stein (Anna Plitsch) ist als Treppenstein wiedergefunden worden. Die beiden Grabsteine wurden durch Pfarrer Wilhelm Wahl 1928 bei Instandhaltungsarbeiten an der Friedhofsmauer des neuen Friedhofs an dessen Außenmauer links neben dem heutigen alten Haupteingang eingelassen. Ein weiterer Stein, der nur als Fragment erhalten ist, wurde an der Innenseite links neben dem Eingang angebracht.
Da die Kirchenbücher in Lang-Göns nur bis 1684 zurückreichen sind die Geburtsjahre von Will und Plitsch nur von den Grabsteinen zu entnehmen. In den Kirchenbüchern ist auch nur das Datum des Begräbnisses, nicht der Todestag vermerkt. Auf dem Stein der Anna Plitsch sind am unteren Rand acht Kinder figürlich dargestellt, vier links, vier rechts. Plitsch hatte vor ihrem Tod bereits vier Kinder verloren. Im Kirchenbuch von 1686 ist ihr Begräbnis am 12. August belegt. Johannes Will wurde am Palmsonntag 1709 begraben. Auf seinem Grabstein ist sein Lebenslauf eingehauen: „Hier ruhet in Gott der ehrsame Johann Will der Ältere war geboren allhier den 12. Februar 1639 und in Ao 1667 hat er sich in den Ehestand begeben mit Anna Elisabetha Velten mit ihr in der Ehe gelebet 43 Jahre gezeugt 2 Töchter so noch im Leben und solange als Gott will, ist seelig entschlaffen den 21. März Ao 1709 seines Alters 70 Jahr.“
2004 stiftete der Schuljahrgang 1942/43 eine Informationstafel an der Friedhofsmauer. Der ehemalige Kirchhof ist heute mit dem Gemeindezentrum rund um die Kirche bebaut und mit Grünflächen bepflanzt.